# Maków Mazowiecki
Maków Mazowiecki is een stad in het Poolse woiwodschap Mazovië, gelegen in de powiat Makowski. De oppervlakte bedraagt 10,3 km², het inwonertal 9993 (2005). De plaats is gelegen aan de rivier Orzyc.

## Verkeer en vervoer
- Station Maków Mazowiecki

## Geboren
- Hyman Rickover, admiraal met 4 sterren in de marine van de Verenigde Staten